# Лист персонажа
Лист персона́жа — в ролевых играх набор сведений об игровом персонаже, включающий в себя все игровые детали, заметки и ролевые элементы, связанные с данным персонажем. Термин получил распространение со времён выхода настольной системы Dungeons & Dragons, и используется в большинстве настольных ролевых систем. Каждый игрок, создавая персонаж, записывает его данные на этом листке (характер, навыки, инвентарь и т. п.), чтобы иметь быстрый доступ к ним (как для облегчения отыгрыша, так и для быстрого решения системных вопросов, выяснения бросаемых значений и т. п.).
Практически для каждой ролевой системы существуют специально размеченные листы персонажа формата А4. Часто мастер разрабатывает свой собственный дизайн листа персонажа, чтобы отразить специфику игрового мира.
Обычно в листы персонажей записываются их игровые параметры (сила/ловкость/выносливость), навыки (бой мечом, рукопашный бой), вещи (простой меч, кожаная броня) и описание персонажа — так называемая квента — предыстория (от эльф. quenta — «история»).
В ранние годы ролевых игр все данные записывались карандашом, ибо много раз стирались и изменялись. Поэтому, изменения вносимые в лист оставались на совести игрока. Сейчас стали более распространены системы с меньшей скоростью изменений, и программы, облегчающие ведение «бухгалтерии» изменяющихся значений и позволяющие быстро печатать новые листы с уже введёнными данными. Эти факторы несколько уменьшили необходимость следить за уровнем честности игроков.